# ジョーブ・ベリンガム
ジョーブ・サミュエル・パトリック・ベリンガム（Jobe Samuel Patrick Bellingham, 2005年9月23日 - ）は、イングランドのウェスト・ミッドランズ州スタウアブリッジ出身のプロサッカー選手。ブンデスリーガ・ボルシア・ドルトムント所属。ポジションは、ミッドフィールダー、フォワード。
兄は同じくプロサッカー選手のジュード・ベリンガム。

## 経歴

### 生い立ち・ユース
2005年9月23日にウェスト・ミッドランズ州スタウアブリッジで生まれる。父のマークは警察官として働きながら、ノンプロのサッカーリーグで活躍していた。
兄のジュードと共に早くからバーミンガム・シティFCのユースアカデミーでプレーした。

### バーミンガム・シティ
2021-22シーズン、15歳と321日でEFLカップ初戦のコルチェスター・ユナイテッドFC戦でベンチ入りしたが、出場はなかった。仮に出場していれば、ジュードの保持する同クラブ史上最年少でのトップチームデビュー記録を更新していた。その後、当時ジュードが所属していたボルシア・ドルトムントがジョーブにも関心を寄せているという噂が流れた。同シーズンはU-18プレミアリーグで9試合に出場して4得点を記録し、プレミアリーグ2ではU-23チームで4試合に出場した。
11月にはEFLチャンピオンシップのコヴェントリー・シティFC戦で再びベンチ入りしたが、怪我の多さが理由でまたしても出場はなく、試合後に監督のリー・ボウヤーはファンに向けて「兄の影響でジョーブを過大評価すべきではない」と主張した。その後、FAカップのプリマス・アーガイルFC戦の後半に途中出場してプロデビューを果たした。1週間後のプレストン・ノースエンドFC戦にてEFLチャンピオンシップの試合に初出場した。
2022年7月、バーミンガムから奨学金を受け取ること、18歳の誕生日を迎えた際にプロ契約を結ぶことに合意した。
2022-23シーズンは徐々に出場機会を増やしていったが、ハンニバル・メイブリなど有望な選手が多く在籍していたこともあり、先発出場の機会には恵まれなかった。2023年1月に腹筋を痛めて3ヶ月間離脱し、リハビリ中に身長の伸びに合わせてフィジカルを強化した。その後復帰し、4月10日のストーク・シティFC戦ではアディショナルタイムにボレーシュートを放つも、惜しくもブロックされた。数日後のミルウォールFC戦で初先発出場し、監督のジョン・ユースタスからはプレーの成熟を評価された。このシーズンは22試合に出場した。

### サンダーランド
2023年6月14日に非公開の金額でサンダーランドAFCへ完全移籍した。
2023-24シーズン、2023年8月6日のイプスウィッチ・タウンFC戦で移籍後初出場し、19日のロザラム・ユナイテッドFC戦ではプロ初を含む2得点を記録した。11月11日には古巣であるバーミンガムを相手に先制点を記録した。
2024年8月にサンダーランドと2027-28シーズンまでの契約延長に合意した。
2024-25シーズンはリーグ戦40試合に出場して4得点を記録し、EFLチャンピオンシップの最優秀若手選手賞を受賞した。また、チームはプレーオフで優勝し、8年ぶりとなるプレミアリーグ昇格を果たした。

### ボルシア・ドルトムント
2025年6月10日、かつて兄のジュードも所属したブンデスリーガのボルシア・ドルトムントへ完全移籍し、5年契約を結んだ。移籍金は2,780万ポンドで、サンダーランド史上最高額となった。また、付帯する420万ポンドのアドオンを除けば、ドルトムントではウスマン・デンベレに続きクラブ史上2番目に高い移籍金であった。6月18日、FIFAクラブワールドカップのフルミネンセ戦で途中出場し、移籍後初出場を果たした。22日のマメロディ・サンダウンズFC戦では移籍後初得点を記録した。

## 代表歴
イングランドに加え、父方の祖父母の家系によりアイルランドの代表資格を持つ。
2021年6月にU-16イングランド代表に初選出され、その後も世代別の同国代表でプレーしている。

## タイトル

### 個人
- EFLチャンピオンシップ最優秀若手選手賞：2024-25